# Прапор Жовкви
Прапор Жовкви — один з офіційних символів міста Жовква Львівської області. Затверджений 2 вересня 1997 р. рішенням № 7 VIII сесії міської ради II скликання.
Автор проєкту — А. Гречило.

## Опис
Квадратне жовте полотнище з двома діагональними та посередині вертикальною синіми смугами (ширина смуги дорівнює 1/5 сторони прапора), у центрі перетину смуг — щит із гербом міста. 

## Зміст
Смуги вказують на початкову літеру назви міста.